# Vuzenica
Vuzenica (in tedesco Saldenhofen) è un comune di 2 641 abitanti della Slovenia settentrionale, posto sulla riva meridionale del fiume Drava. Vuzenica è un antico sito medievale citato fin dal 1238 (Seldnhowen), che conserva la chiesa fortificata del XII secolo, dedicata a Sveti Nikolaj (San Nicola).

## Geografia antropica

### Suddivisioni amministrative
Il comune è diviso in 5 insediamenti (naselja) di seguito elencati.
- Dravče
- Sveti Primož na Pohorju
- Sv. Vid
- Šentjanž nad Dravčami
- Vuzenica, insediamento capoluogo